# فريتز لانجه
فريتز لانجه (بالألمانية: Fritz Lange ) (و. 1899 – 1987 م) هو فيزيائي من ألمانيا . ولد في برلين .
توفي في برلين ، عن عمر يناهز 88 عاماً.

## التعليم
تعلم في جامعة هومبولت في برلين

## جوائز
حصل على جوائز منها:
- ترتيب الاستحقاق الوطني الذهبي.